# Out of Tears
Out of Tears går som spår sju på Rolling Stones album Voodoo Lounge, släppt 12 juli 1994. Balladen spelades in i juli - augusti och november - december 1993 och skrevs av Mick Jagger och Keith Richards. Låten är en av de första där inte Bill Wyman medverkar som basist.
Texten handlar om sorgen över att mista någon. "I won't cry when you say goodbye / I'm out of tears" ("Jag kommer inte gråta då du tar farväl / Jag har slut på tårar") lyder refrängen på den fem minuter och 25 sekunder långa låten.

## Medverkande musiker
- Mick Jagger - sång och akustisk gitarr
- Keith Richards - elgitarr
- Ron Wood - slidegitarr
- Charlie Watts - trummor
- Darryl Jones - elbas
- Chuck Leavell - piano
- Benmont Tench - orgel
- Lenny Castro - slagverk
- David Cambell - stråkarrangemang

## Listplaceringar
| Lista (1994-1995) | Topplacering |
| ----------------- | ------------ |
| Australien        | 43           |
| Frankrike         | 38           |
| Nederländerna     | 37           |
| Nya Zeeland       | 36           |

### Fotnoter
1. ↑  ”Out of Tears” (på engelska). Time is on Our Side. 8 mars 1994. http://timeisonourside.com/SOOutOfTears.html. Läst 17 augusti 2006.
2. ↑  ”Out of Tears” (på engelska). Australiancharts. 8 mars 1995. http://australian-charts.com/showitem.asp?interpret=The+Rolling+Stones&titel=Out+Of+Tears&cat=s. Läst 13 december 2014.
3. ↑  ”Out of Tears” (på engelska). Lescharts. 8 mars 1995. http://lescharts.com/showitem.asp?interpret=The+Rolling+Stones&titel=Out+Of+Tears&cat=s. Läst 13 december 2014.
4. ↑  ”Out of Tears” (på engelska). Dutchcharts. 8 mars 1994. http://dutchcharts.nl/showitem.asp?interpret=The+Rolling+Stones&titel=Out+Of+Tears&cat=s. Läst 13 december 2014.
5. ↑  ”Out of Tears” (på engelska). Charts NZ. 8 mars 1995. Arkiverad från originalet den 23 februari 2015. https://web.archive.org/web/20150223115057/http://charts.org.nz/showitem.asp?interpret=The+Rolling+Stones&titel=Out+Of+Tears&cat=s. Läst 13 december 2014.